# Portada/article maig 6

## Suec
El suec és una llengua escandinava parlada per més de nou milions de persones, principalment a Suècia i parts de Finlàndia, especialment a la costa i a les illes Åland. És en gran part mútuament intel·ligible amb el noruec, i en menor mesura amb el danès. Juntament amb les altres llengües escandinaves, el suec descendeix del nòrdic antic, el llenguatge comú dels germànics que vivien a Escandinàvia durant l'edat vikinga.
El suec estàndard és la llengua nacional que evolucionà dels dialectes del suec central al segle xix i que ja estava ben establerta a principis del segle xx. Malgrat que encara existeixen varietats regionals distintes que descendeixen dels dialectes rurals antics, la llengua parlada i escrita és uniforme i estandarditzada. Alguns dialectes difereixen considerablement del suec estàndard en gramàtica i vocabulari i no són sempre mútuament intel·ligibles amb el suec estàndard. Aquests dialectes es limiten a àrees rurals i són parlats principalment per un nombre reduït de gent amb poca mobilitat social. Tot i que no estan amenaçats d'extinció imminent, aquests dialectes han anat declinant al llarg del darrer segle, malgrat el fet que estan ben documentats i el seu ús és encoratjat per les autoritats locals.